# Wieczór (film)
Wieczór (ang. Evening) – amerykańsko-niemiecki film obyczajowy z 2007 roku w reżyserii Lajosa Koltaia, zrealizowany na podstawie powieści Susan Minot.

## Fabuła
Umierająca kobieta wspomina swoją młodość, kiedy spotkała miłość swojego życia. W tym samym czasie jej dwie córki próbują pogodzić się z nadchodzącą śmiercią matki oraz swoimi osobistymi problemami.

## Główne role
- Claire Danes – Ann Grant
- Toni Collette – Nina Mars
- Vanessa Redgrave – Ann Lord
- Patrick Wilson – Harris Arden
- Hugh Dancy – Buddy Wittenborn
- Natasha Richardson – Constance Haverford
- Mamie Gummer – Lila Wittenborn
- Eileen Atkins – pani Brow
- Meryl Streep – Lila Ross
- Glenn Close – pani Wittenborn